# Mauritius világörökségi helyszínei
Mauritius területéről eddig két helyszín került fel a világörökségi listára, egy másik helyszín a javaslati listán várakozik a felvételre. 
| | Aapravasi Ghat |
| 2006 |                |
| Kulturális (VI) |                |
| Védett terület: 0,16 ha, puffer zóna: 28,9 ha, hivatkozás: 1227 |                |
| 1834-ben a brit kormány Mauritius szigetét választotta az úgynevezett „nagy kísérlet” helyszínének, ahol a rabszolgaság szabad munkaerővel való felváltása érdekében 1920-ig mintegy félmillió munkást szerződtettek. Túlnyomó többségük cukornádültetvényeken dolgozott. A rabszolgaság eltörlésével az ültetvénytulajdonosoknak új, olcsó munkaerőforrásra volt szüksége, ennek következményeként a szerződtetett munkások százezrei a történelem egyik legnagyobb népvándorlását idézték elő. Az egész világon elterjedő új gazdasági rendszer egyik csomópontja Mauritius szigete volt, egyfelől Indiához való közelsége miatt (jelenlegi 1,2 milliós lakosságának 70%-a indiai eredetű), másfelől azért mert szigeten lévő ültetvények is gyors fejlődésnek indultak. A munkások több évre elköteleződtek, ennek ellentételezéseként fizetést, szállást és ellátást kaptak. Egy részüket Réunion szigetén, Ausztráliában, Dél- és Kelet-Afrikában vagy a Karib-szigeteken fekvő ültetvényekre szállították. Aapravasi Ghat (Bevándorlási állomás) 19. századból származó épületegyüttese a sziget fővárosában Port Luis-ban található. Az épületek ma már romos állapotban vannak, eredeti állapotuknak csak körülbelül a 15%-a maradt fenn. |                |

| | Le Morne kultúrtáj |
| 2008 |                    |
| Kulturális (III)(VI)() |                    |
| Védett terület: 349,6 ha, puffer zóna: 2 405 ha, hivatkozás: 1259 |                    |
| A Mauritius délnyugati részén található ötszáz méter magasra emelkedő Le Morne-hegy a 18. században és a 19. század elején a szökött rabszolgák menedéke volt. Először a holland uralom idején a 18. század elején szállítottak ide rabszolgákat Afrikából, Madagaszkárról és Ázsiából és a cukornádültetvényeken dolgoztatták őket. A sziget jelentős központja volt az átmenő rabszolga-kereskedelemnek is. A szökevények a hegy elszigetelt, erdővel borított szinte áthatolhatatlan sziklás vidékén rejtőzködtek, magán a hegyen, a hegy lábánál vagy a hegyoldalban lévő barlangokban, ahol egész közösségek alakultak ki az úgynevezett maroonokból, szökött afrikaiakból és ázsiaiakból. Ezeket a közösségeket „magukra hagyottaknak” nevezték és a rabszolgaság 1835-ös eltörlése után legendás ellenállóként tisztelték őket. Történeteik szájhagyomány útján terjedtek és a lakosság kulturális örökségének részévé váltak. A sega nevű, a rabszolgaság idejéből származó tánc Mauritius nemzeti kultúrájának egyik meghatározó eleme lett. A környező dombokkal és lagúnákkal harmonikus egységet alkotó hegy a szökött rabszolgák szabadságért folytatott küzdelmének, valamint kreol identitás jelképének tekinthető. |                    |

## Elhelyezkedésük
| Aapravasi Ghat Le Morne kultúrtáj |

## Javasolt helyszínek
| Megnevezés                      | Kép | Típus      | Kritérium  | Év   | Link |
| ------------------------------- | --- | ---------- | ---------- | ---- | ---- |
| Black River Gorges Nemzeti Park |     | Természeti | VII, IX, X | 2006 | 5038 |